# نی‌پهن
نی‌پهن، روستایی از توابع بخش سومار شهرستان قصر شیرین در استان کرمانشاه ایران است.

## جمعیت
این روستا در دهستان سومار قرار دارد و براساس سرشماری مرکز آمار ایران در سال ۱۳۸۵، جمعیت آن ۱۷ نفر (۴خانوار) بوده‌است.